# Panneau de chantier

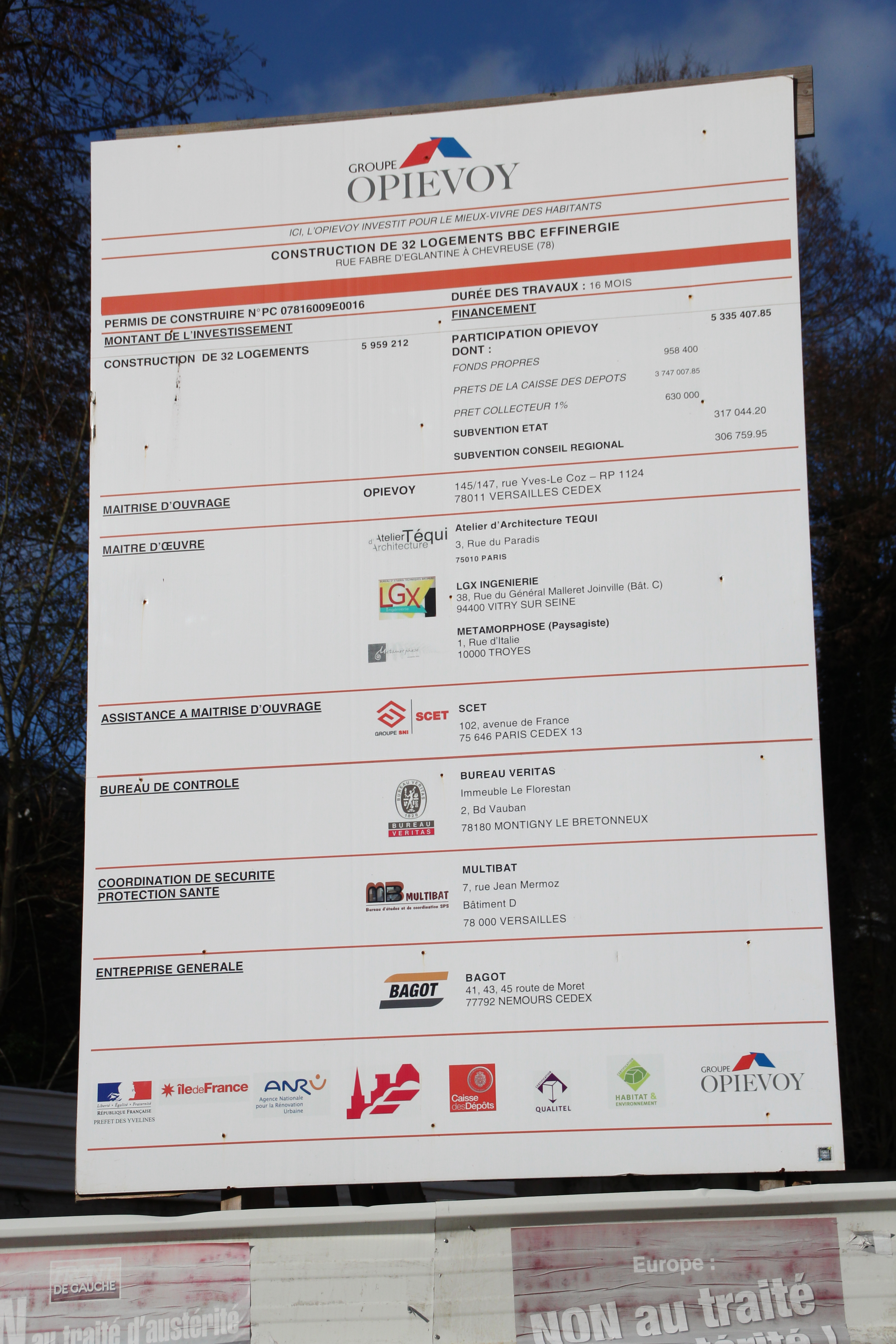
Exemple de panneau de chantier en France

Le terme de panneau de chantier regroupe l'ensemble des supports de communication publicitaires que l'on place sur les chantiers de construction.
Ils peuvent être de diverses sortes, les plus connus sont les panneaux de permis de construire, qui sont obligatoires et qui présentent le numéro du permis de construire ainsi que les caractéristiques de la future construction, que ce soit une maison individuelle, un immeuble ou toute autre construction de plain-pied.
Les panneaux de chantier comprennent également les panneaux de sécurité (casque obligatoire, chantier interdit au public...), les panneaux directionnels (entrée camions, baraquements,...) et les grands panneaux publicitaires également appelés panneaux 4x3 pour leur format (4 mètres sur 3 mètres).

## Les utilisateurs
Les panneaux de chantier de permis de construire sont affichés par les particuliers, les professionnels qui profitent pour faire leur publicité (maçons, gros œuvre, terrassement) ou les promoteurs. En France, il est obligatoire de les afficher sur un chantier de construction, quel qu'il soit, d'un format de plus de 80cm et bien visible de la voie publique.
Les promoteurs utilisent des panneaux  de chantier pour la sécurité, la publicité et la mise en avant de leurs projets.

## Aspect des panneaux de chantiers
Les panneaux de chantier pour les affichages de permis de construire ont obligation d'avoir un format de plus de 80cm de côté, ils sont généralement imprimés sur du polypropylène alvéolaire également appelé Akilux, du PVC ou du Dibond selon le temps qu'ils devront être affichés.
Les panneaux de sécurité de chantier, quant à eux ont généralement des formats classiques de 30x40cm, 60x80cm ou 60x40cm. Ils sont généralement imprimés sur de l'akilux, du Dibond ou de l'acier galvanisé.
Même si le format est libre, le panneau immobilier traditionnel a un format de 80 cm x 60 cm ; toutefois la concurrence entre les agences immobilières les incite à faire réaliser des panneaux de plus en plus grands et de plus en plus originaux. Par ailleurs, depuis 2023, après une expérimentation réussie, le gouvernement autorise par décret le panneau de chantier connecté, présentant un QR Code à scanner pour accéder aux informations du chantier, permettant le recyclage du matériau sur d'autres projets.
Les panneaux 4x3 sont comme leur nom l'indique au format de 4x3 mètres, ils sont prévus pour des affichages longues durée et sont donc imprimés sur des supports plus résistants tel que l'akilux 10mm d'épaisseur, le Dibond ou l'acier galvanisé.